# Семья Кливленда
Семья Кливленда (англ. Cleveland family) или Кливлендская мафия (англ. Cleveland Mafia) — итало-американская преступная семья, базирующаяся в Кливленде (штат Огайо, США). Первое десятилетие руководство семьи часто менялось из-за серии захватов власти и убийств. Стабильность наступила в 1930 году, когда боссом кливлендской мафии стал Фрэнк Милано. Организация претерпела значительный упадок в последние годы правления босса Джона Скалиша. В конце 1970-х на улицах Кливленда вспыхнула ожесточённая война банд после того, как ирландский мафиози Дэнни Грин попытался захватить город. Конфликт привлёк внимание СМИ и правоохранительных органов, которые сократили численность и влияние семьи Кливленда. Преступный клан практически прекратил своё существование в 1990-е годы, после того как многие высокопоставленные члены были заключены в тюрьму. Правоохранительные органы считают, что организация чрезвычайно мала в XXI веке, хотя и пытается восстановить своё влияние.
Кливлендская мафия имела прочные связи с мафией Буффало (штат Нью-Йорк) и семьёй Питтсбурга. Зона влияния преступного клана Кливленда простиралась на Большой Кливленд и весь северный Огайо, также семья действовала в Неваде, Южной Флориде, Южной Калифорнии и Мексике. Основные виды деятельности, как нелегальные, так и легальные: рэкет, убийства и нападения, ростовщичество, вымогательство, незаконный оборот наркотиков, незаконные азартные игры и букмекерство, профсоюзный рэкет, коррупция и отмывание денег, мошенничество, строительство и вывоз мусора.

## История

### Начало
Организованная итальянско-американская преступность в Кливленде зародилась примерно в 1900 году как вымогательство «чёрной руки». Кливлендская полиция вскоре была вынуждена создать «итальянский отряд» (также известный как «отряд Чёрной руки») для борьбы с этой проблемой. После серии убийств, связанных с «Чёрной рукой», в 1906 году это полицейское подразделение в значительной степени подавило первое проявление итало-американской организованной преступности в Кливленде.
В 1910-х годах в городе вновь появляются итало-американские банды. Одной из первых была Банда с Мейфилд-роуд (англ. Mayfield Road Mob), сформировавшаяся в кливлендском районе Литтл Итали примерно в 1913 году. Примерно в то же время в районе Коллинвуд образовалась ещё одна итало-американская банда, Коллинвудская банда (англ. Collinwood Crew), центром деятельность которой стал перекрёсток Сент-Клер-авеню, Восточная 152д-стрит и Айвенго-роуд. Известной «Бандой Серра» руководил из аптеки в районе Биг Итали нотариус Анджело Серра. В первую очередь это была банда угонщиков автомобилей, для которой Серру изготавливал поддельные документы на автомобили и номерные знаки. В какой-то момент в середине 1910-х годов банда зарабатывала в год на кражах автомобилей 500 000 долларов. Банда также занималась рэкетом, грабежами, вымогательством и незаконными азартными играми. В конце 1910-х годов в Литтл Итали сформировалась «Банда Бениньо» во главе с Домиником Бениньо, которая специализировалась на похищениях заработной платы, сумев в 1919 и 1920 годах монополизировать это вид преступлений, запугивая или убивая любого, кто пытался совершить ограбление без разрешения Бениньо. Менее организованной и более подвижной преступной организацией была «Резервуарная банда» (англ. Reservoir gang), члены которой занимались вооружёнными ограблениями, угоном автомобилей, кражами со взломом и другими преступлениями против собственности. Название банды связано с тем что её члены встречались на водохранилище Болдуинской водоочистной станции в Кливленде, чтобы планировать преступления, обменять украденное и разделить прибыль от преступной деятельности.
Сухой закон начался в Огайо 27 мая 1919 года, раньше чем на всей территории Соединённых Штатов. Между 1919 и 1921 годами возникло множество небольших бутлегерских банд, которые контрабандно ввозили спиртные напитки из Канады, а также производили и распространяли самогон и домашнее пиво. Часто бутлегерством занимались ранее легальные бизнесмены, такие как Микелино Ле Палья, Август Л. Рини и Луи Розен. В районе Литтл Голливуд действовало несколько небольших еврейских банд, промышлявших контрафактным алкоголем. Бордели, игорные залы и спикизи Маленького Голливуда стали излюбленным местом отдыха для главарей банд со всего Кливленда, многие из которых разместили свои штаб-квартиры в местном квартале красных фонарей. Более крупные организации включали итальянско-американскую банду из района Вудленд-авеню и 55-й восточной улицы, и итало-американскую банду с Вудленд-авеню и 105-й восточной улицы. Банда Мэйфилд-роуд, сосредоточившись на бутлегерстве, также разрослась.

### Братья Лонардо

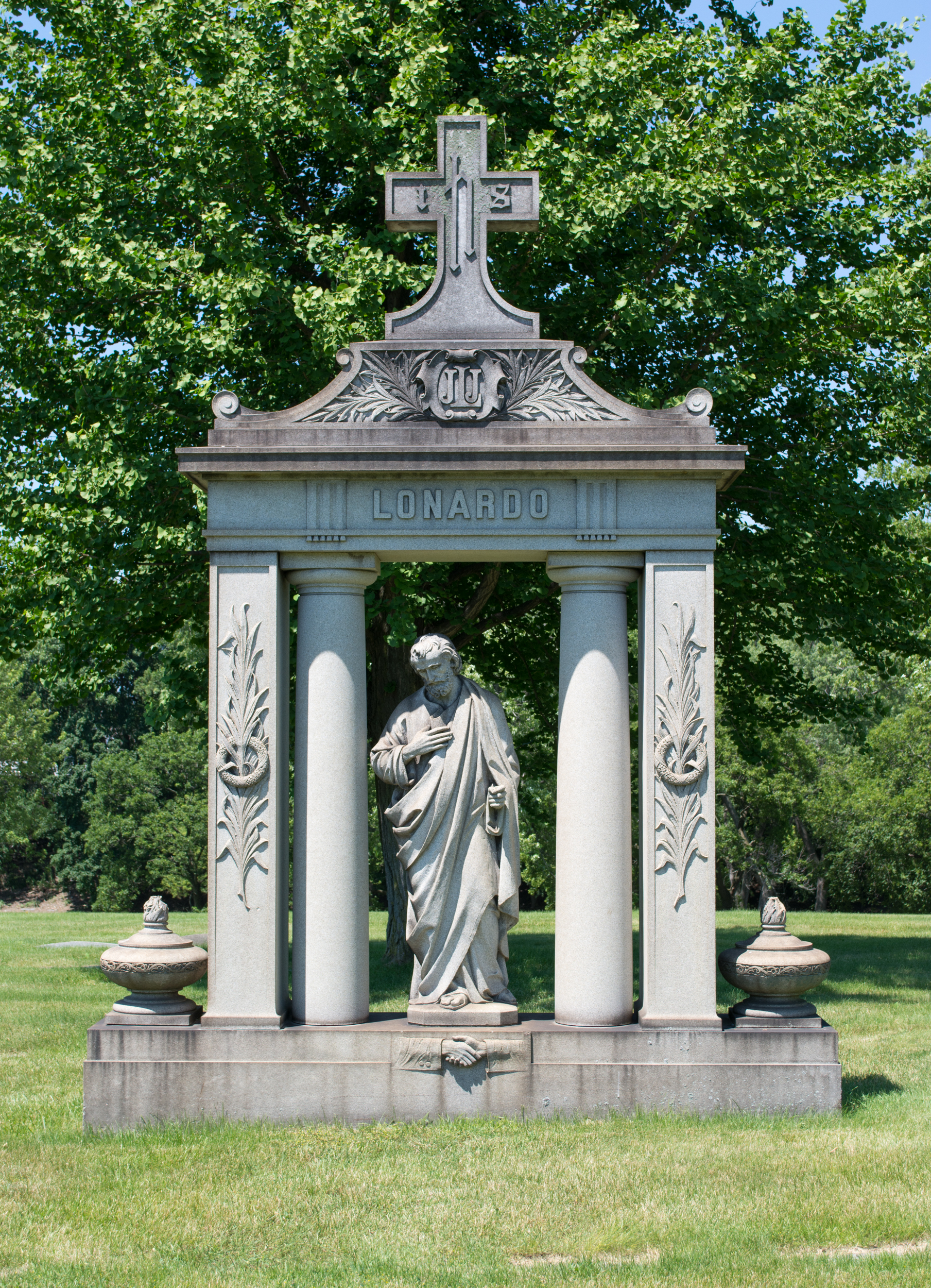
Участок семьи Лонардо на кладбище Голгофа в Кливленде (штат Огайо).

Четыре брата Лонардо (Джозеф, Фрэнк, Джон и Доминик) и семь братьев Поррелло, включая Джозефа Поррелло, иммигрировали в Соединённые Штаты из Ликаты (Сицилия). Сначала братья Лонардо и Поррелло зарекомендовали себя как законные бизнесмены, торговавшими продуктами, что не мешало им заниматься различной преступной деятельностью, включая грабежи и вымогательство, но вплоть до «Сухого закона» обе группировки не считались крупной организацией. Штаб-квартира банды братьев Лонардо располагалась на Вудленд-авеню Кливленда и состояла в основном из родственников и земляков.
Джозеф «Большой Джо» Лонардо, второй по старшинству из четырёх братьев, стал боссом мафии Кливленда в самом начале «Сухого закона». Он и его братья начали с того, что стали снабжать бутлегеров Кливленда и окрестностей кукурузным сахаром и дрожжами, необходимыми для производства самогона, сумев со временем создать региональную монополию. Его главным лейтенантом был Джозеф Поррелло, руководивший различными бутлегерскими и другими преступными операциями с начала и до середины 1920-х годов. Лонардо был близким союзником бруклинского босса Сальваторе «Тото» Д'Аквилы, а также был близким другом и деловым партнёром консильери питтсбургской мафии Николы Джентиле, более известного как «летописец мафии». Много лет спустя Джентиле писал в своих мемуарах Vita di Capomafia, что в какой-то момент Лонардо планировал убить своего помощника Сальваторе «Чёрный Сэм» Тодаро, но Джентиле удалось отговорить «Большого Джо». Джозеф Лонардо отменил свой приказ убить Тодаро, но отношения босса и его помощника были испорчены. В 1926 году Тодаро вместе с братьями Поррелло (Росарио, Винченцо, Анджело, Джозеф, Джон, Оттавио и Раймонд) отделился от Лонардо и сформировал собственную группировку со штаб-квартирой на Вудленд-авеню, около 110-й восточной улицы.
В 1927 году конфликт между семьями Лонардо и Поррелло обострился, поскольку обе группы являлись конкурентами в бизнесе по производству кукурузного сахара и дрожжей. В пику конкурентам Тодаро и Поррелло стали союзниками Джо Массерии, который был главным соперником Сальваторе Д'Аквилы в борьбе за титул «босса боссов». Летом Джозеф Лонардо уехал на Сицилию (Италия) на фоне растущего напряжения между двумя семьями, оставив Джона, старшего из братьев, исполняющим обязанности главы клана. Осенью того же 1927 года Тодаро решил убить Лонардо. 13 октября 1927 года вернувшийся из Италии Джозеф Лонардо и его брат Джон зашли в парикмахерскую Поррелло, где должна была пройти встреча с одним из братьев. Дожидаясь Анджело, братья расслабились, играя в карты, когда на них напали убийцы. Смерть старших братьев Лонардо позволила Тодаро стать новым боссом кливлендской мафии и самым влиятельным поставщиком сахара и дрожежй для бутлегеров в районе Кливленда.

### Тодаро и братья Порелло

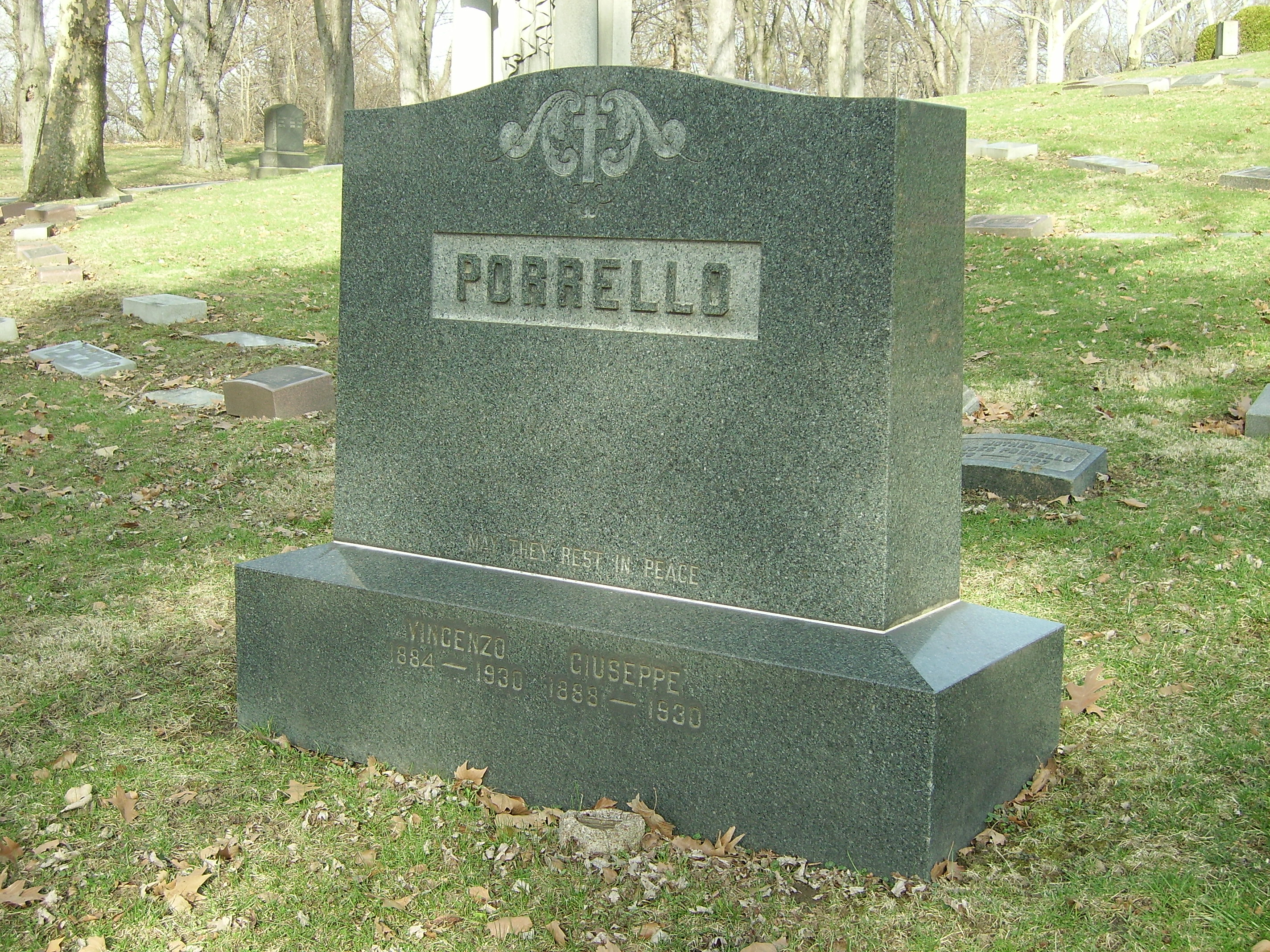
Надгробие Джозефа и Винченцо Поррелло на кладбище Голгофа в Кливленд (штат Огайо).

В конце 1927 и большую часть 1928 года оставшиеся сторонники Лонардо, среди которых были Банда Мейфилд-роуд во главе с Фрэнком Милано и их союзники из Еврейско-кливлендского синдиката (англ. Jewish-Cleveland Syndicate), продолжали конкурировать с Поррелло за лидерство в преступном мире Кливленда. Они соперничали за контроль над незаконными азартными играми, самым прибыльным бизнесом для американской мафии после бутлегерства.
Чтобы сохранить господство, Тодаро и Поррелло нуждались в поддержке со стороны боссов мафии Нью-Йорка, а также других ведущих мафиозных семей Соединённых Штатов. В декабре 1928 года в отеле Statler в Кливленде состоялась встреча лидеров американской мафии. Целью съезда, вероятно, было избрание Джо Массерии новым боссом боссов, поскольку прежний, Сальваторе Д'Аквила, недавно был убит. Встреча в Кливленде стала одним из первых известных саммитов Коза ностры в американской истории. Среди присутствовавших были такие влиятельные боссы как Джо Профачи и Винсент Мангано из Нью-Йорка. Некоторые участники встречи, представлявшие семьи Чикаго, Нью-Йорка, Буффало, Тампы и Сент-Луиса, были арестованы как подозрительные лица во время полицейского рейда в отеле Statler 5 декабря, но несмотря на это мафиози продолжали прибывать со всей страны на саммит мафии. Тем временем, хозяева встречи добились освобождения задержанных под залог. Несмотря на все проблемы Тодаро и братья Поррелло достигли желаемого, «Чёрный Сэм» был объявлен боссом и признан по всей стране главой мафии Кливленда.
Несмотря на поддержку со стороны влиятельных боссов американской мафии война в Кливленде продолжилась. 11 июня 1929 года был убит Сэм Тодаро. Его расстреляли около парикмахерской Поррелло Анджело Лонардо, сын Джозефа Лонардо, и Джон ДеМарко (один из племянников «Большого Джо»), отомстив за убийство родственника. Новым боссом кливлендской семьи стал Джозеф Поррелло.
5 июля 1930 года Джозеф Поррелло был приглашён на встречу с Фрэнком Милано в принадлежащем Милано ресторане Venetian. Вспыхнула перестрелка, в ходе которой Джозеф Поррелло и его телохранитель Сэм Тилокко были убиты. Винченцо «Джим» Поррелло сменил своего брата на посту босса кливлендской мафии, но уже через три недели он был убит выстрелом в затылок в продуктовом магазине на 110-й Восточной улице и Вудленд-авеню в районе, считавшемся оплотом Поррелло. 15 августа 1930 года был взорван дом Рэймонда Порелло, который остался жив, так как в это время его не было дома. Понеся большие потери, братья Порелло в феврале 1932 года пошли на перемирие с Фрэнком Милано, но это их не спасло. Вскоре Рэймонд и Росарио Поррелло вместе с телохранителем были убиты, когда играли в карты в сигарной лавке Джо Тодаро на Вудленд-авеню и 111-й Восточной улице. После этого оставшиеся братья Поррелло покинули преступный мир Кливленда. К концу «сухого закона» большинство братьев Поррелло и их сторонников были убиты или перешли на сторону Банды Мэйфилд-роуд.

### Время Милано и Полицци
В начале 1930-х главной мафиозной группой в районе Кливленда стала Банда Мэйфилд-роуд из Литтл Итали Кливленда во главе с Фрэнком Милано. Она даже упоминалась под своим старым названием в фильме «Крёстный отец 2» как Банда Лейквью-роуд, поскольку кладбище Лейквью граничит с холмом Мэйфилд-роуд, который знаменует собой начало Литтл Итали в Кливленде. Местные жители также называют этот район Мюррей-Хилл. Банда Мэйфилд-роуд сформировалась в конце 1920-х годов и обеспечивала семью Лонардо телохранителями и силовиками.
Банда, в которую помимо Милано входили такие известные кливлендские гангстеры как Джордж и Джон Ангерсола, Чарльз Колетто и Альберт Полицци, постепенно набирала силу, в то время как выходцы из Ликаты, долгое время доминировавшие в Кливленде, слабели, воюя друг с другом. Гибель старших братьев Лонардо и Тодаро с последующим разгромом братьев Поррелло и их сторонников сделали Милано самым могущественным гангстеров Кливленда и ведущим калабрийским мафиози в Соединённых Штатах. Его сила и далеко идущее влияние позволили ему после окончания Кастелламмарской войны 1930–1931 годов войти в Национальный преступный синдикат, объединявшему самых влиятельных преступников со всей страны, таких как Лаки Лучано и Мейер Лански. Получив официальное признание как глава преступного клана Кливленда, к 1932 году Милано стал одним из главных боссов американской мафии в стране и членом мафиозной Комиссии. Однако вскоре Милано потерял это престижное положение.
В 1934 году Милано был заменён в Комиссии боссом семьи Буффало Стефано Магаддино. Возможно это произошло после того как босс питтсбургского клана Джон Баззано самовольно, без разрешения Комиссии, расправился с тремя из восьми братьев Вольпе из «неаполитанской фракции» местной мафии. Летописец мафии Никола Джентиле считал, что Милано не только знал о планах Баззано по убийству братьев, но и одобрил их. В 1935 году Милано бежал в Мексику после того, как ему было предъявлено обвинение в уклонении от уплаты налогов. Он по прежнему оставался важной фигурой в преступной мире Кливленда, но отошёл на второй план, проводя большую часть своего времени в Мексике, где находился под защитой дружественных боссов мафии Южной Калифорнии.
После отъезда Милано власть в семье захватил Джузеппе Романо, уроженец Сицилии и успешный хирург, но его правление оказалось недолгим из-за претензий клана Лонардо. 10 июня 1936 года Романо был убит Анджело Лонардо и его двоюродным братом Джоном Демарко, которые таким образом отомстили за возможную причастность Джузеппе к убийству «Большого Джо» Лонардо в 1927 году. Труп нашли в автомобиле в сельской местности Морленд-Хиллз к востоку от Кливленда.
Новым боссом кливлендской мафии стал Альфред «Большой Эл» Полицци, уроженец Сицилии и ветеран Банды Мэйфилд-Роуд. Он правил кланом до 1944 года, когда был признан виновным в уклонении от уплаты налогов. По словам Лонардо, Полицци не хотел набирать новых членов мафии в Кливленде, что положило начало процессу постепенного упадка организации.

### Эра Скалиша
Джон Скалиш правил дольше всех боссов мафии Кливленда. Он возглавил семью в 1944 году и оставался боссом в течение тридцати двух лет, до своей смерти в 1976 году.
Первые годы Скалиш фактически исполнял роль исполняющего обязанности босса, которым официально оставался Полицци. Скрываясь от уголовного преследования во Флориде, Полицци продолжал принимать участие в делах семьи. Примерно к 1949 году Скалиш окончательно сменил прежнего главу семьи и был принят в качестве полноправного босса мафии Кливленда. Считается, что Скалиш сколотил свой первый капитал благодаря региональной монополии на автоматы по продаже сигарет. Его фирма Buckeye Cigaret, в которую входили брат Джона Сэм Скалиш, Милтон Рокман и Фрэнк Эмбрешиа, была разоблачена в показаниях 1954 года перед подкомитетом Конгресса.
Длительное правление Скалиша было периодом стабильности для преступного мира Кливленда. В то время, когда он был лидером семьи, были установлены связи с такими важными фигурами преступного мира, как Шондор Бирнс, Мо Далиц, Меер Лански и Тони Аккардо. Мафия Кливленда стала союзником семей Чикаго, Детройта и Дженовезе. Под его руководством кливлендская семья распространила своё влияние на районы Среднего Запада, а также агрессивно продвигалась на запад, в Калифорнию и Лас-Вегас, а также во Флориду.
В 1950-х годах семья достигла пика своего размера, насчитывая около 60 «посвящённых» и в несколько раз больше соучастников. К 1970-м годам численность семьи начала уменьшаться, потому что Скалиш неохотно принимал новых членов, следуя примеру предшественника, Альфреда Полицци. Скалиш умер во время операции на открытом сердце в 1976 году и не смог заранее назвать преемника.

### Война с Дэнни Грином (1976–1978)

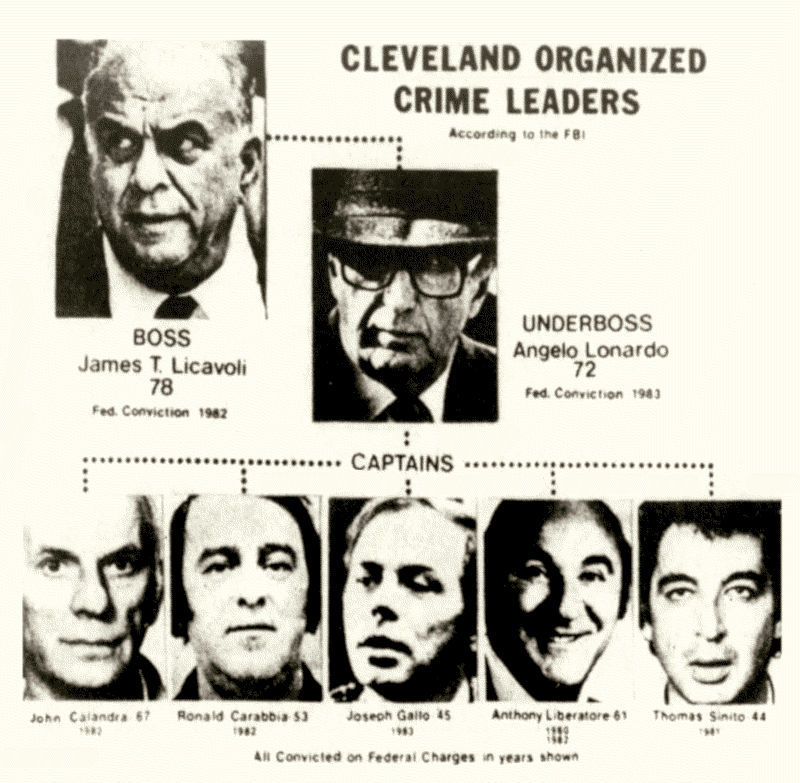
Лидеры организованной преступности Кливленда в 1983 году по данным ФБР.

После смерти Джона Скалиша новым главой стал Джеймс «Джек Уайт» Ликаволи. Во время «Сухого закона» Ликаволи работал на печально известную Пурпурную банду в Детройте, а затем переехал в Кливленд, где постепенно поднялся в рядах преступного мира города. Возглавив семью, Джек Уайт сделал заместителем своего двоюродного брата Калоджеро «Лео Липса» Мочери, но уже в том же в 1976 году он был похищен и предположительно убит. После этого новым младшим боссом стал Анджело «Большой Эндж» Лонардо, сын Джозефа Лонардо, босса мафии времён «сухого закона».
Во время его правления ирландский гангстер Дэнни Грин, начинавший как профсоюзный деятель, начал борьбу с за контроль над рэкетом. Это привело к ожесточённой войне между кливлендской семьёй и группировкой Грина «Кельтский клуб». Грина поддержал кливлендский мафиози и тоже профсоюзный деятель Джон Нарди. За время войны было взорвано почти 40 автомобилей, так что Кливленд получил неофициальное название «Город-бомба США» (Bomb City U.S.A.). В конце концов война закончилась победой кливлендской семьи. Джон Нарди был убит 17 мая 1977 года в результате взрыва заминированного автомобиля на стоянке Teamster Hall в Кливленде, а Дэнни Грина взорвали 6 октября того же 1977 года после посещения им зубного врача.
Непосредственным исполнителем убийства Грина был Рэй Ферритто, которого наняли Ликаволи и Лонардо после нескольких неудачных попыток убить Грина. Пока Дэнни был в кабинете дантиста, Ферритто заложил бомбу под машину, стоявшую по соседству с автомобилем Дэнни. Как только Грин сел в свою машину бомба была взорвана дистанционно. Дэнни пролежал под обломками своего автомобиля не менее часа, прежде чем его труп был извлечён. После убийства Грина Ферритто услышал, что семья Кливленда хочет его смерти и стал информатором ФБР. Информация, которую он предоставил, привела к арестам многих высокопоставленных членов мафии, включая самого Джека Ликаволи. В 1978 году Ликаволи и Лонардо оказались под судом за убийство Дэнни Грина. Оба были оправданы, в то время как двое других кливлендских мафиози были осуждены.

### Упадок семьи (1980-е—1990-е)
Правоохранительным органам всё же удалось отправить Джеймса Ликаволи в тюрьму. В июле 1982 года 77-летний Ликаволи вместе с пятью другими гангстерами был признан судом виновным по недавно принятому закону RICO. Джек Уайт был приговорён к 17 годам лишения свободы в федеральной тюрьме и умер в ноябре 1985 после сердечного приступа в федеральной тюрьме штата Висконсин. Ситуацией воспользовался Анджело Лонардо, взяв под свой контроль преступный клан Кливленда. Он руководил семьей до 1983 года, когда его признали виновным в организации наркоторговли и приговорили к пожизненному заключению без возможности условно-досрочного освобождения. Пытаясь облегчить своё положение Большой Эндж стал информатором, оказавшись на тот момент его самым высокопоставленным перебежчиком мафии. Находясь в тюрьме, он рассказал властям о многих влиятельных мафиози из разных семей, нанеся серьёзный ущерб мафии.
После того, как Лонардо стал информатором, мафию Кливленда возглавил Джон «Арахис» Тронолоне. Тронолоне начал свою преступную карьеру в семье Буффало (штат Нью-Йорк), позднее поселился в Майами-Бич, представляя в Южной Флориде нью-йоркскую семью Дженовезе и других мафиози. Он также был тесно связан с Меером Лански. В 1988 году Тронолоне избежал осуждения по делу о рэкете, но это был лишь временный успех. В 1989 году он стал единственным боссом мафии арестованным в ходе тайной сделки из рук в руки. «Арахис» принял якобы украденные драгоценности от Дейва Грина, агента под прикрытием, в обмен на долги букмекеров и ростовщиков. 80-летний Тронолоне в итоге был приговорён к 9 годам тюрьмы и умер на свободе в ожидании апелляции.
В 1978 году полиция Кливленда предупредила тогдашнего мэра города Денниса Кусинича, что члены местной мафии хотели его убить из-за того, что некоторые из инициатив мэра мешали им зарабатывать деньги. Полиция сообщила Кусиничу, что мэра планировали застрелить во время параде в честь Дня Колумба в октябре 1978 года. Кусинич пропустил парад, так как был госпитализирован из-за обострения язвы. Однако он принял к сведению угрозу и стал держать дома пистолет для защиты.

## Текущий статус
Кровопролитная война с Дэнни Грином в 1970-х, предательство Анджело Лонардо и активная деятельность ФБР и других правоохранительных органов в 1980-х годах привели к резкому уменьшению численности и влияния дезорганизованной и деморализованной кливлендской мафии. К 1990 году на свободе осталось всего несколько членов семьи. По данным ФБР, семья Кливленда всё же сохранилась и начала медленно восстанавливать организацию, набирая новых членов в конце 1990-х и на протяжении всех 2000-х годов.
Скотт Бернштейн, автор сайта GangsterReport.com, так охарактеризровал текущий статус семьи Кливленда: «Кливлендская мафия в 2020 году — это скромная группа букмекеров старой школы, игроков, воров и мелких торговцев наркотиками».

## Коллинвудская банда
Коллинвудская банда (англ. Collinwood Mob), также известная как «Молодые турки» (англ. Young Turks), базировалась в районе Коллинвуд на юго-восточной стороне Кливленда, время от времени объединялась с Бандой Мэйфилд-роуд и имеет такую же старую историю, как и Мэйфилд-роудская банда. Самым известным членом Коллинвудской банды был Альфред «Элли Кон» Калабрезе. Элли Кона боялись и уважали в обоих районах, и он был известен как стойкий парень, «настоящий гангстер». Его команда состояла из Джо «Джоуи Луза» Лакобаччи, Бутчи Чистернино и других жителей района, который простирался от моста на 152-й улице, вверх по Файв-Пойнтс и Айвенго-роуд, вниз по Мандалаю через Лондон-роуд до Уэйсайда и до Саранака, граничащего с Коллинвуд-Ярдс.
В 1970-х Калабрезе управлял азартными играми и ростовщичеством для капо Томми «Китайца» Синито, дружил с Джозефом Якобаччи (в то время телохранитель кливлендского мафиози Джека Уайта Ликаволи, в 1993–2005 был боссом кливлендской семьи) и активно участвовал в войне против ирландской мафии. В 1984 году Калабрезе арестовали за продажу 5 килограммов кокаина агенту ФБР под прикрытием. Три года спустя в одной тюрьме с ним оказался Якобаччи, осуждённый по делу о заговоре с целью торговли кокаином. Вместе с ними сидел приятель Калабрезе Пол Вайзенбах, уроженец Кливленда, который был биржевым маклером в Нью-Йорке и много лет занимался мошенничеством с ценными бумагами. Втроём они разработали план банковской аферы. В начале 1990-х все они, наконец, оказались на свободе и смогли приступить к осуществлению своего плана.
К участию в афере Якобаччи и Калабрезе привлекли мафиози из Чикаго и Нью-Джерси. Менее чем за два года они заработали более 5 000 000 долларов. Однако хорошие времена были недолгими. В январе 1992 года капо семьи Луккезе Майк «Бешеный пёс» Таккетта потребовал компенсировать 200 000 долларов, которые Вайзенбах украл у мафиози из Джерси в 1980-х годах. Из-за того кто будет возвращать деньги и произошёл конфликт между Якобаччи и Вайзенбахом. В июле 1992 года ФБР задержало Вайзенбаха за нарушение условий досрочного освобождения и убедило его сотрудничать. Сам Вайзенбах утверждал, что ему дали подслушать записанный разговор Якобаччи, в котором обсуждалось убийство Пола. Всего ФБР смогло записать 200 бесед Вайзенбах в его машине.
В 1995 году Джо Якобаччи и Элли Калабрезе было предъявлено обвинение в мошенничестве. Якобаччи признал себя виновным и отсидел два года в тюрьме, выйдя на свободу в апреле 1998 года. Калабрезе, который получил больший срок за нарушение условий досрочного освобождения от осуждения за кокаин, скончался в тюрьме в 1999 году в возрасте 56 лет. По одной из версий Калабрезе скончался от инсульта, по другой его забили до смерти по заказу Якобаччи, по третьей умер после того, как случайно поскользнулся и ударился головой о раковину.

## «Администрация» семьи
Боссы
- 1920—1927 — Джозеф «Большой Джо» Лонардо — убит в 1927 году.
- 1927—1929 — Сальваторе «Чёрный Сэм» Тодаро — убит в 1929 году.
- 1929—1930 — Джозеф Порелло (Joseph Porrello) — убит в 1930 году.
- 1930—1935 — Фрэнк Милано — бежал в Мексику в 1935 году, переехал в Калифорнию в конце 1950-х годов; умер естественной смертью в 1970 году.
- 1935—1945 — Альфред «Большой Эл» Полицци — арестован в 1944 году, ушёл на покой и уехал во Флориду в 1945 году, умер естественной смертью в 1975 году.
- временный 1944—1945 — Джон Т. «Джон Скэлис» Скалиш.
- 1945—1976 — Джон Т. «Джон Скэлис» Скалиш — умер от осложнений во время операции на сердце в 1976 году.
- 1976—1985 — Джеймс «Джек Уайт» Ликаволи — заключён в тюрьму в 1981 году, умер естественной смертью в 1985 году.
- временный 1981—1983 — Анджело «Большой Эндж» Лонардо — стал информатором в октябре 1983 году, умер естественной смертью в 2006 году.
- временный 1983—1985 — Джон «Арахис» Тронолоне.
- 1985—1991 — Джон «Арахис» Тронолоне — умер естественной смертью в 1991 году.
- 1991—1993 — Энтони «Тоби Либ» Либераторе (Anthony "Tony Lib" Liberatore) — заключён в тюрьму в 1993 году, умер естественной смертью в 1998 году.
- 1993—2005 — Джозеф «Джо Лузе» Якобаччи (Joseph "Joe Loose" Iacobacci) — ушёл на покой в 2005 году.
- 2005—н. в. — Рассел «Ар-Джей» Папалардо (Russell "R.J." Papalardo)[33].

Младшие боссы
- 1930—1976 — Энтони Милано — ушёл на покой в 1976 году, умер в 1978 году.
- 1976 — Калоджеро «Лео Липс» Мочери (Calogero "Leo Lips" Moceri), двоюродный брат Джека Ликаволи — похищен и предположительно убит в 1976 году[26].
- 1976—1983 — Анджело «Большой Энж» Лонардо — стал информатором в октябре 1983 года, скончался в 2006 году.
- 1983—1985 — Джон «Арахис» Тронолоне — стал боссом в 1985 году.
- 1985—1991 — Энтони «Тони Либ» Либераторе — стал боссом.
- 1991—1995 — Альфред «Элли» Калабрезе (Alfred "Allie" Calabrese) — заключён в тюрьму в 1995 году.
- 1995—2005 — Рассел «Ар-Джей» Папалардо — стал боссом.

Консильери
- 1930—1972 — Джон ДеМарко (John DeMarco).
- 1972—1973 — Фрэнк «Фрэнки Би» Бранкато (Frank "Frankie B" Brancato).
- 1973—1977 — Энтони «Тони Доуп» Делсантер (Anthony "Tony Dope" Delsanter).
- 1977—1983 — Джон «Арахис» Тронолоне — стал младшим боссом в 1983 году.
- 1983—1994 — Луис «Кости» Баттиста (Louis "Bones" Battista), он же «Бульдог» (The Bulldog) — умер.
- 1999—2010 — Рэймонд «Левша» Ламарка (Raymond "Lefty" LaMarca), он же «Папа Дак» (Papa Duck) — умер в 2010 году[34].

### Комментарии
1. ↑  Несмотря на разгром, убийства «чёрной руки» согласно сообщениям в прессе продолжались до 1920-х годов.[4]
2. ↑  Район Биг Итали, который сейчас является частью Даунтаунского Центрального и района Кливленда, проходил вдоль Вудленд-авеню от Онтарио-стрит / Оранж-авеню на западе до 40-й восточной улицы на востоке. Сообщество Биг Итали, первоначально сицилийское и пополнившееся после 1910 года эмигрантами из других районов Италии, сформировалось около 1900 года. В нём располагалось множество оптовых и розничных продуктовых магазинов, в которых и работали большинство жителей Биг Итали. Район начал меняться в 1930-х годах и исчез в 1940-х годах, когда белое население было заменено афроамериканцами[8][9][10].
3. ↑  12 500 000 долларов в долларах 2021 года.
4. ↑  Историк кливлендской преступности Аллан Р. Мэй утверждает, что Бениньо был первым главой Банды Мейфилд-роуд[7], но прокурор Кливленда Фрэнк Дж. Меррик писал, что после того, как Бениньо был казнён в июне 1922 года преемника на посту главы банды не было[12], что доказывает различие между бандами Бениньо и Мэйфилд-роуд.
5. ↑  Эти банды существовали ещё до сухого закона, но были намного меньше, менее организованы и занимались в основном такими преступлениями, как угон автомобилей, кражи со взломом и ограбления оставленных без присмотра товарных вагонов на железнодорожных станциях.[17]